# Fathi Jamal
Fathi Jamal, född 11 februari 1959 i Casablanca är en marockansk fotbollstränare. Han är bland annat känd för att ta det marockanska U21-herrlandslaget till en bronsmatch i U-20 VM 2005.